# Cantón de Saintes-Este
El cantón de Saintes-Este era una división administrativa francesa, que estaba situada en el departamento de Charente Marítimo y la región de Poitou-Charentes.

## Composición
El cantón estaba formado por seis comunas, más una fracción de la comuna que le daba su nombre:
- Chaniers
- Colombiers
- Courcoury
- La Chapelle-des-Pots
- La Jard
- Les Gonds
- Saintes (fracción)

## Supresión del cantón de Saintes-Este
En aplicación del Decreto nº 2014-269 de 27 de febrero de 2014, el cantón de Saintes-Este fue suprimido el 22 de marzo de 2015 y sus 7 comunas pasaron a formar parte; cuatro del nuevo cantón de Thénac, dos del nuevo cantón de Chaniers y una del nuevo cantón de Saintes.